# Ларокбру
Ларокбру́ (фр. Laroquebrou, окс. Laròcabrau) — коммуна во Франции, находится в регионе Овернь. Департамент — Канталь. Административный центр кантона Ларокбру. Округ коммуны — Орийак.
Код INSEE коммуны — 15094.
Коммуна расположена приблизительно в 440 км к югу от Парижа, в 115 км юго-западнее Клермон-Феррана, в 21 км к западу от Орийака.

## Население
Население коммуны на 2008 год составляло 929 человек.
| 1962 | 1968 | 1975 | 1982 | 1990 | 1999 | 2008 |
| ---- | ---- | ---- | ---- | ---- | ---- | ---- |
| 1237 | 1193 | 1014 | 1023 | 1048 | 1080 | 929  |

## Экономика
В 2007 году среди 569 человек в трудоспособном возрасте (15—64 лет) 387 были экономически активными, 182 — неактивными (показатель активности — 68,0 %, в 1999 году было 66,6 %). Из 387 активных работали 354 человека (195 мужчин и 159 женщин), безработных было 33 (12 мужчин и 21 женщина). Среди 182 неактивных 35 человек были учениками или студентами, 79 — пенсионерами, 68 были неактивными по другим причинам.

## Достопримечательности
- Здание мэрии (XIV век). Памятник истории с 1979 года[3]
- Церковь Сен-Мартен (XIV век). Памятник истории с 1914 года[4]
- Замок Мессак[фр.] (XIV—XV века). Памятник истории с 1972 года[5]
- Замок Ларок[фр.] (XIII век). Памятник истории с 1972 года[6]

## Фотогалерея

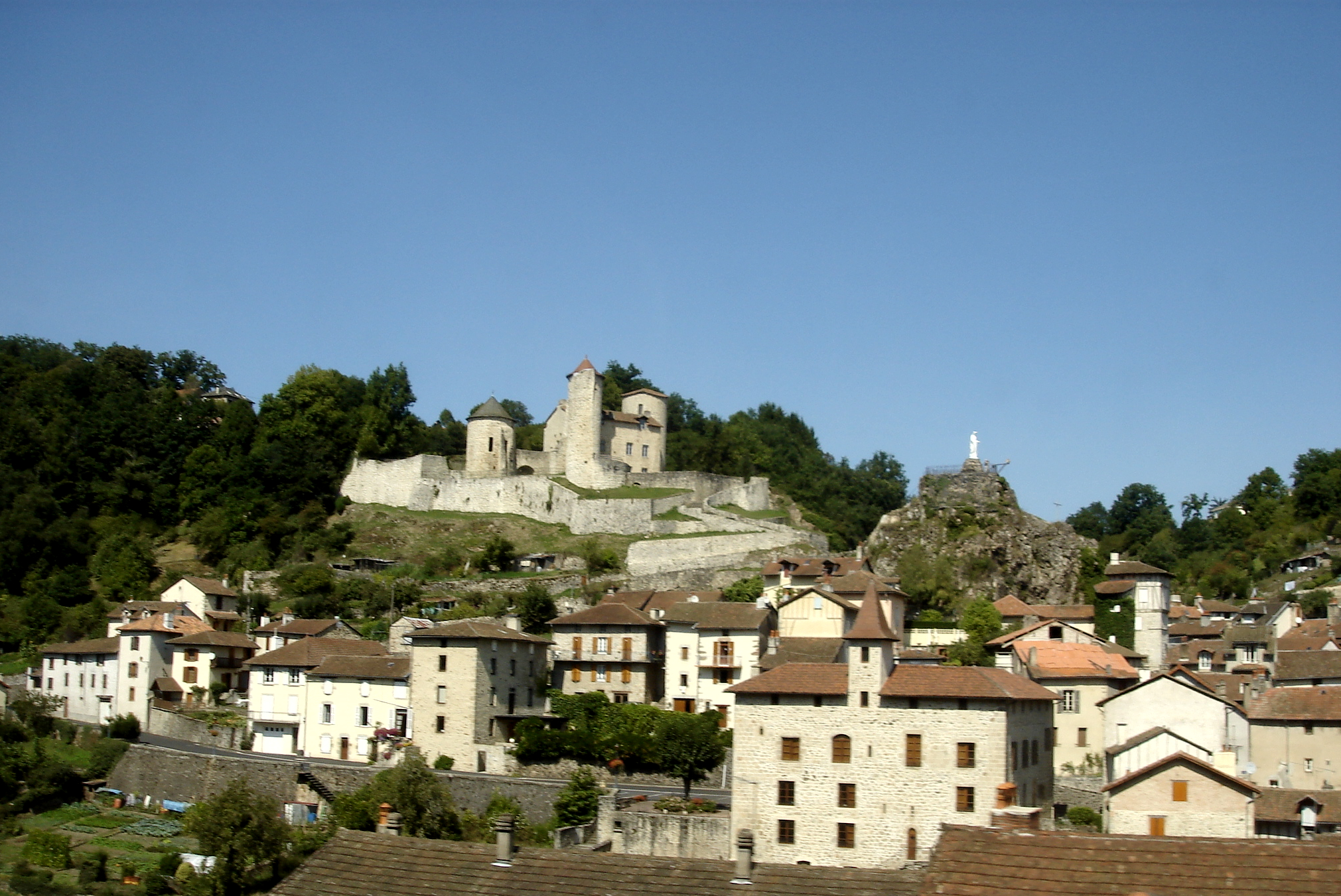
Ларокбру
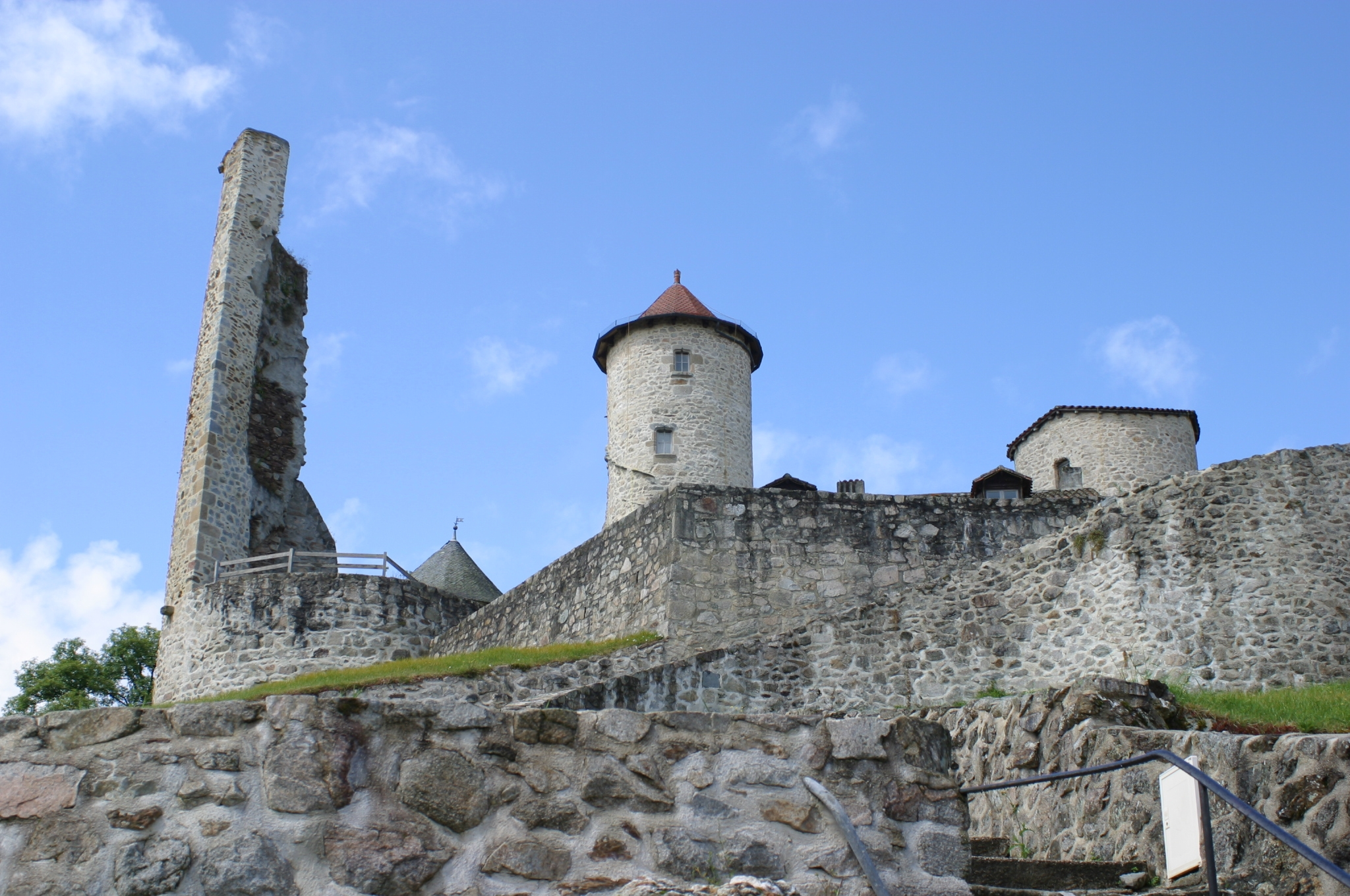
Замок Ларок
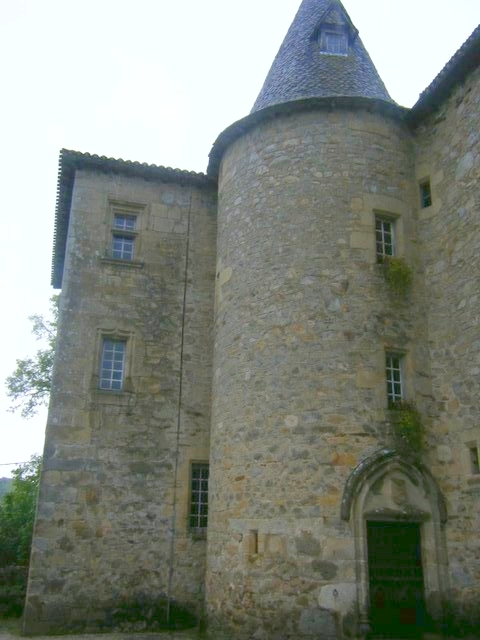
Замок Мессак
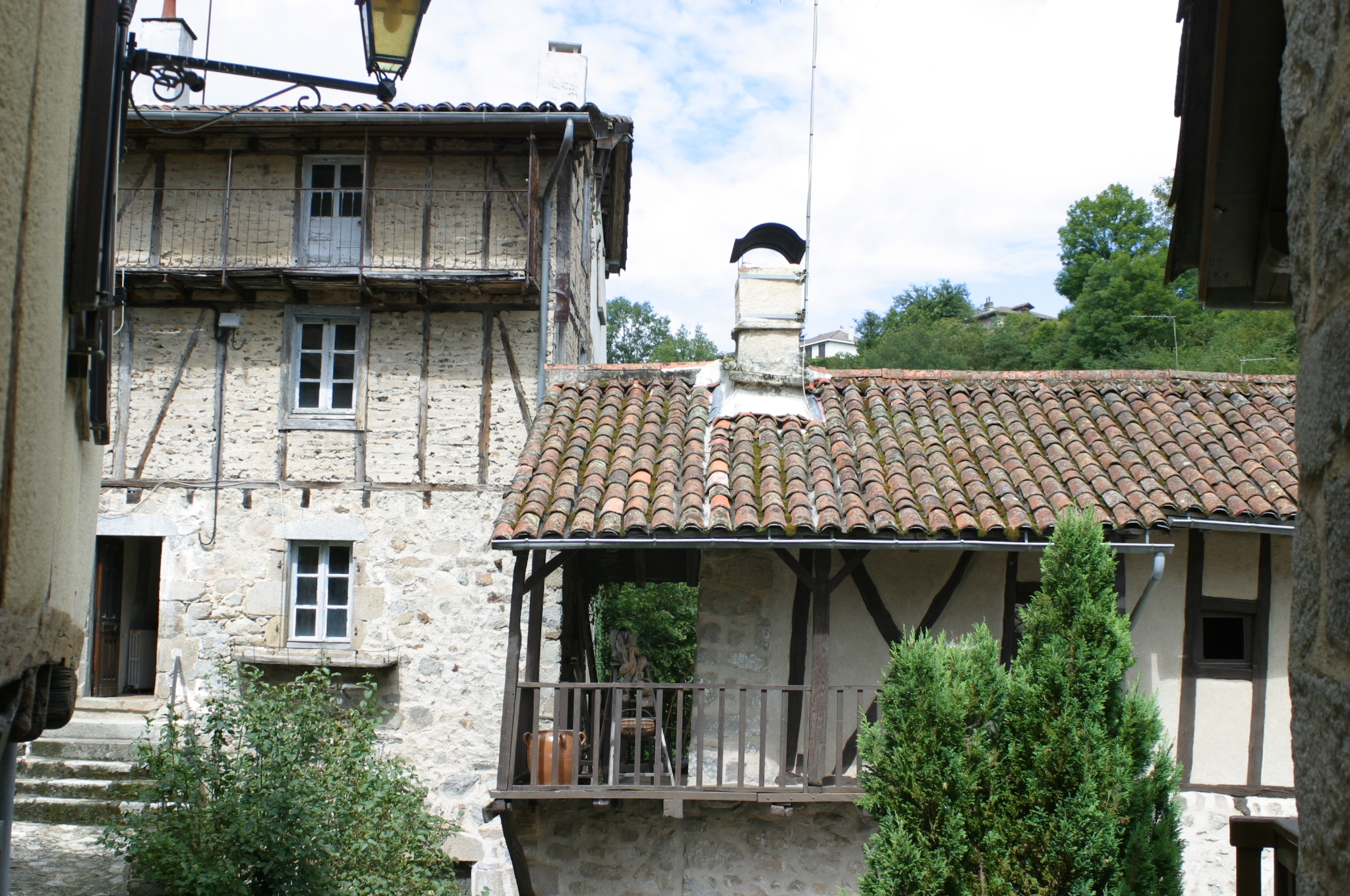
Типичные дома в Ларокбру